# Bofors BANTAM
Bofors BANTAM (kort för Bofors Anti-Tank Missile, "Bofors pansarvärnsrobot"), även känd som robot 53, kort rb 53 (svensk armébeteckning), var en lätt medeldistans-pansarvärnsrobot utvecklad av AB Bofors under runt decennieskiftet 1960. Roboten var Bofors första inhemskt utvecklade robot och var avsedd som en infanteriburen pansarvärnsrobot med kommandostyrning. Roboten kom förpackad i utskjutningslådor, avsedda att bäras och hanteras av en enda person. Vid funktion ställdes robotlådan upp i ett enkelt ställ på marken och kopplades till ett styrdon avsett för skytten. Robotens verkansdel bestod av en konventionell pansarsprängspets med strålbildande riktad sprängverkan.
Roboten infördes i det svenska försvaret 1965 och avvecklades 1992. Totalt tillverkades omkring 33 000 exemplar av roboten, som även såldes på export.

## Namn
Namnet Bantam har två betydelser. Det är främst en bokstavskombination efter amerikanskt mönster, stående för Bofors Anti-Tank Missile, det vill säga "Bofors pansarvärnsrobot" på svenska. Vid sidan av denna betydelse hänsyftar namnet också på robotens litenhet och lätthet, eftersom ordet bantam representerar den lättaste viktklassen i brottning, samt att det även finns en dvärghönsras vid namn bantam, vilken är känd för sina små argsinta tuppar.

## Funktion
Roboten var trådstyrd och hade en maximal räckvidd på omkring 2 km. Roboten förvarades och transporterades i en låda som också fungerade som avfyrningstub. Lådan anslöts till en siktenhet med en kabel som innebar att skytten kunde befinna sig upp till 30 meter från roboten vid avfyring. Roboten släppte ut två tunna trådar som var kopplade till en joystick. Skytten använde denna för att rikta in roboten med hjälp av spårljus mot målet (se MCLOS). I stridsdelen fanns anslagskontakter som utlöste sprängladdningen vid träff i målet. Roboten hade två krutmotorer med en sammanlagd total brinntid på ca 25 sekunder.

## Galleri

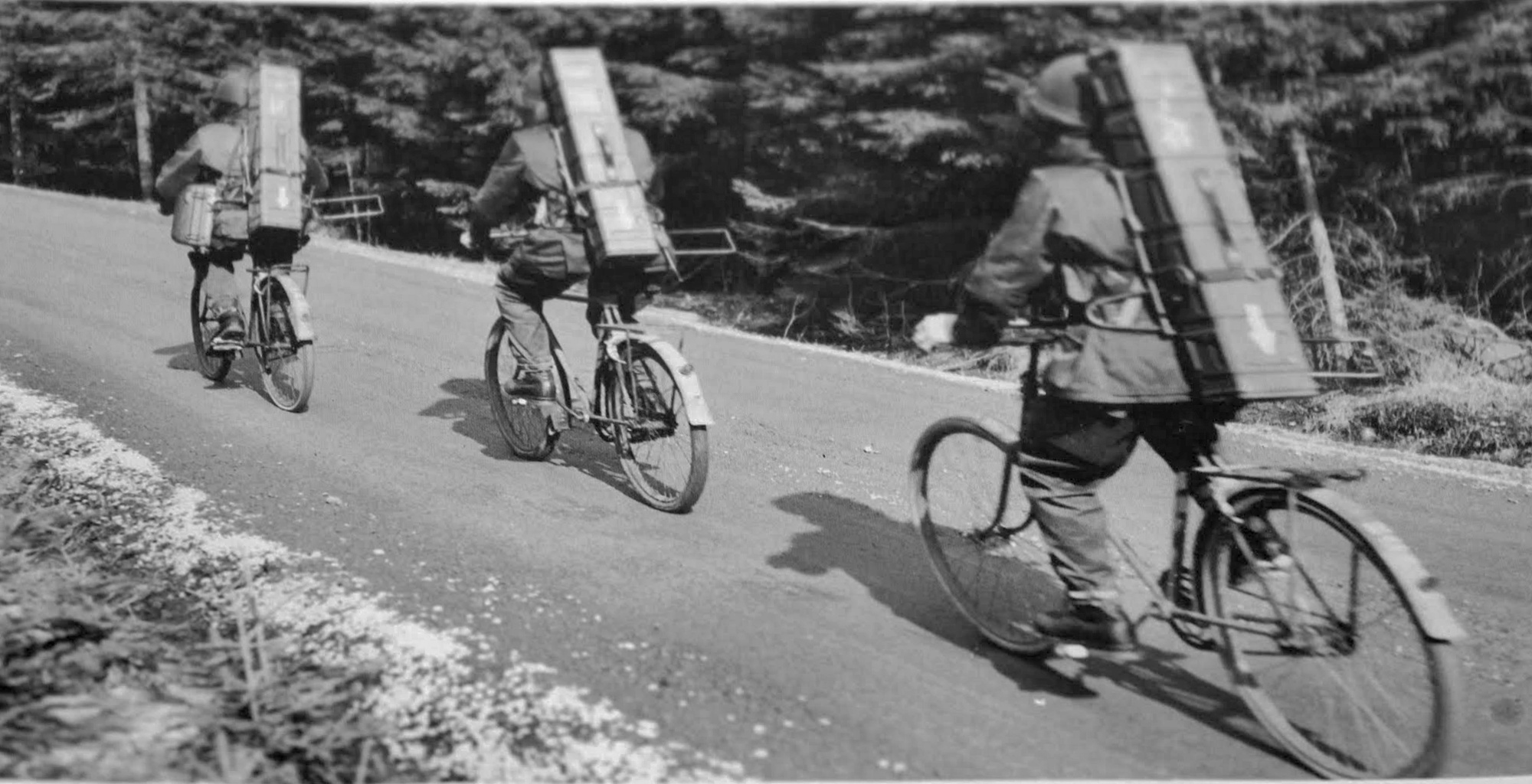
Tre svenska soldater beväpnade med Bantam-robotar på väg till grupperingsplats med cykel, april 1965.
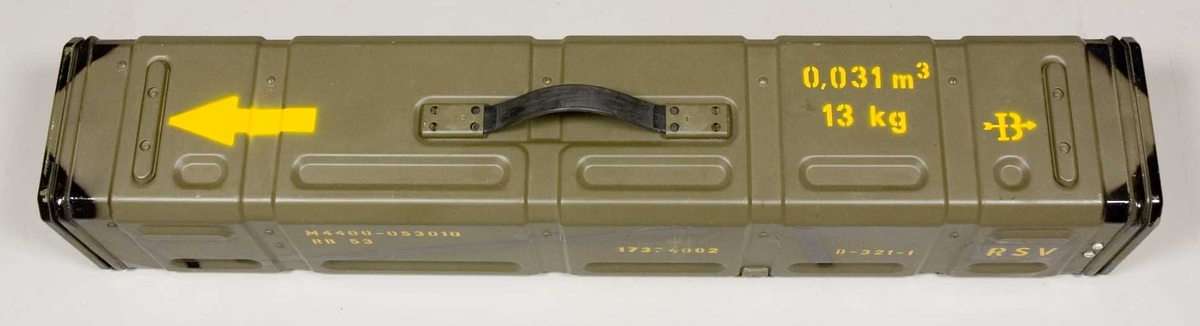
Transportlåda för Robot 53 Bantam